# Grand Prix-wegrace van Joegoslavië 1986
De Grand Prix-wegrace van Joegoslavië 1986 was de vijfde Grand Prix van het wereldkampioenschap wegrace in het seizoen 1986. De races werden verreden op 15 juni 1986 op het Automotodrom Grobnik bij Rijeka.

## Algemeen
In de nacht van donderdag op vrijdag werd het rennerskwartier geteisterd door hevige rukwinden. Afgezien van enkele teams die hun tenten uit voorzorg hadden afgebroken ontstond er voor tienduizenden euro's schade door weggewaaide en vernielde tenden. Op vrijdag nam de wind zelfs nog toe, waardoor de trainingen eerst uitgesteld werden tot de middag en uiteindelijk helemaal werden afgelast. Zo kon er alleen op zaterdag getraind worden en konden alle klassen slechts drie keer veertig minuten trainen. De vaststelling van de trainingstijden ging zoals gebruikelijk in Joegoslavië nogal stroef, want terwijl overal met tijdwaarnemingscomputers van Siemens werd gewerkt, ging het aan deze kant van het IJzeren Gordijn nog met stopwatch, pen en papier. De tijden werden tot twee keer toe herzien. Er gingen dan ook steeds meer stemmen op om deze Grand Prix van de kalender te schrappen. De voorzieningen waren slecht, het verouderde circuit hobbelig en de telefoon- en telexverbindingen slecht. In de races kregen de 500- en de 80cc-klassen de verwachte winnaars, maar de Yamaha-fabriekscoureurs sloegen in de 250cc-klasse de plank mis. Net nu ze de geblesseerde Honda-concurrent Toni Mang de genadeslag konden toebrengen vielen zowel Carlos Lavado als Martin Wimmer en Tadahiko Taira van hun machines. 

## 500cc-klasse

### De training
Shunji Yatsushiro had voor het Japans kampioenschap al de beschikking over een Honda NSR 500 viercilinder, maar in Joegoslavië kreeg hij de machines van de geblesseerde Freddie Spencer. Die werden wel flink aangepast, o.a. met een kortere en hogere tank, want Yatsushiro was veel kleiner dan Spencer. Tijdens de zaterdagtraining vernielde hij bij een val een van die machines, maar hij reed toch de achtste trainingstijd. Tot verdriet van Takazumi Katayama, die deze machines graag in handen van zijn rijder Raymond Roche had gezien. Randy Mamola scoorde zijn eerste poleposition, ruim een halve seconde sneller dan eerste Yamaha-rijder Eddie Lawson. Wayne Gardner wist zich als enige Honda-rijder tussen een overmacht van Yamaha's te plaatsen en reed de derde trainingstijd, maar de volgende Honda-coureur was Ron Haslam met de experimentele ELF 3 op de zevende startplaats. 

#### Trainingstijden
| Pos | Coureur           | Merk                        | Tijd    |
| --- | ----------------- | --------------------------- | ------- |
| 1.  | Randy Mamola      | Lucky Strike-Roberts-Yamaha | 1"31'35 |
| 2.  | Eddie Lawson      | Marlboro-Agostini-Yamaha    | 1"31'85 |
| 3.  | Wayne Gardner     | Rothmans-HRC-Honda          | 1"32'09 |
| 4.  | Rob McElnea       | Marlboro-Agostini-Yamaha    | 1"32'47 |
| 5.  | Mike Baldwin      | Lucky Strike-Roberts-Yamaha | 1"33'04 |
| 6.  | Christian Sarron  | Gauloises-Sonauto-Yamaha    | 1"33'28 |
| 7.  | Ron Haslam        | ELF-Honda                   | 1"33'86 |
| 8.  | Shunji Yatsushiro | Moriwaki-HRC-Honda          | 1"33'97 |
| 9.  | Fabio Biliotti    | Honda                       | 1"33'02 |
| 10. | Juan Garriga      | Cagiva                      | 1"34'17 |

### De race
Hoewel Raymond Roche even de leiding in de race nam, werd al snel duidelijk dat zijn driecilinder Honda NS 500 niet opgewassen was tegen de viercilinders. Eddie Lawson passeerde hem als eerste en nam meteen een flinke voorsprong op de rest van het veld. Men moest zich dus concentreren op het gevecht om de tweede plaats tussen Wayne Gardner en de slecht gestarte Randy Mamola. Die laatste had dus eerst een inhaalrace moeten rijden om vooraan te komen en leverde een spannend gevecht met Gardner, dat hij in zijn voordeel wist te beslissen. Rob McElnea verwees Christian Sarron naar de vierde plaats, maar uiteindelijk moest Sarron ook het hoofd buigen voor Mike Baldwin. 

#### Uitslag 500cc-klasse
| Pos | Coureur             | Merk                        | Ronden | Tijd      | Grid | Punten |
| --- | ------------------- | --------------------------- | ------ | --------- | ---- | ------ |
| 1   | Eddie Lawson        | Marlboro-Agostini-Yamaha    | 32     | 49"55'81  | 2    | 15     |
| 2   | Randy Mamola        | Lucky Strike-Roberts-Yamaha | 32     | +10'74    | 1    | 12     |
| 3   | Wayne Gardner       | Rothmans-HRC-Honda          | 32     | +11'36    | 3    | 10     |
| 4   | Rob McElnea         | Marlboro-Agostini-Yamaha    | 32     | +24'32    | 4    | 8      |
| 5   | Mike Baldwin        | Lucky Strike-Roberts-Yamaha | 32     | +32'32    | 5    | 6      |
| 6   | Christian Sarron    | Gauloises-Sonauto-Yamaha    | 32     | +37'34    | 6    | 5      |
| 7   | Raymond Roche       | Rothmans-Katayama-Honda     | 32     | +49'91    | 11   | 4      |
| 8   | Shunji Yatsushiro   | Moriwaki-HRC-Honda          | 32     | +1"19'25  | 8    | 3      |
| 9   | Dave Petersen       | HB-Gallina-Suzuki           | 31     | +1 ronde  | 12   | 2      |
| 10  | Paul Lewis          | Skoal Bandit-Heron-Suzuki   | 31     | +1 ronde  | 16   | 1      |
| 11  | Wolfgang von Muralt | Frankonia-Suzuki            | 31     | +1 ronde  | 22   |        |
| 12  | Juan Garriga        | Cagiva                      | 31     | +1 ronde  | 10   |        |
| 13  | Boet van Dulmen     | Bakker-PDM-Honda            | 31     | +1 ronde  | 17   |        |
| 14  | Eero Hyvärinen      | Honda                       | 31     | +1 ronde  | 24   |        |
| 15  | Marco Gentile       | Écurie-Fior-Honda           | 31     | +1 ronde  | 20   |        |
| 16  | Marco Papa          | Honda                       | 31     | +1 ronde  | 19   |        |
| 17  | Fabio Barchitta     | Honda                       | 31     | +1 ronde  | 27   |        |
| 18  | Mile Pajic          | SNRT-Honda                  | 30     | +2 ronden | 26   |        |
| 19  | Georg Jung          | Honda                       | 30     | +2 ronden | 30   |        |
| 20  | Andreas Leuthe      | Honda                       | 30     | +2 ronden | 29   |        |
| 21  | Marco Marchesani    | Suzuki                      | 30     | +2 ronden | 28   |        |
| 22  | Pavol Dekánek       | Honda                       | 30     | +2 ronden | 31   |        |
| 23  | Maarten Duyzers     | Suzuki                      | 30     | +2 ronden | 34   |        |
| 24  | Leandro Becheroni   | Suzuki                      | 30     | +2 ronden | 21   |        |

#### Niet gefinisht
| Coureur             | Merk               | Ronden | Oorzaak | Grid |
| ------------------- | ------------------ | ------ | ------- | ---- |
| Josef Doppler       | Honda              | 24     |         | 35   |
| Helmut Schütz       | Honda              | 23     |         | 33   |
| Fabio Biliotti      | Honda              | 22     | Val     | 9    |
| Henk van der Mark   | PDM-Honda          | 17     | Val     | 25   |
| Ron Haslam          | ELF-Honda          | 15     |         | 7    |
| Pierfrancesco Chili | HB-Gallina-Suzuki  | 10     |         | 15   |
| Manfred Fischer     | Hein Gericke-Honda | 6      |         | 18   |
| Armando Errico      | Suzuki             | 4      |         | 36   |

#### Niet gestart
| Coureur            | Merk                      | Grid | Oorzaak  |
| ------------------ | ------------------------- | ---- | -------- |
| Gustav Reiner      | Bakker-Honda-Deutschland  | 13   | Blessure |
| Didier de Radiguès | Rollstar-Chevallier-Honda | 14   | Blessure |
| Simon Buckmaster   | Duckhams Oil-Honda        | 23   |          |
| Dietmar Marehardt  | Suzuki                    | 32   |          |

#### Niet gekwalificeerd
| Coureur             | Merk   |
| ------------------- | ------ |
| Rudolf Zeller       | Suzuki |
| Dimitris Papandreou | Yamaha |
| Detlef Vogt         | Suzuki |
| José Parra          | Honda  |

#### Niet deelgenomen
| Coureur         | Merk                      | Oorzaak  |
| --------------- | ------------------------- | -------- |
| Freddie Spencer | Rothmans-HRC-Honda        | Blessure |
| Niall Mackenzie | Skoal Bandit-Heron-Suzuki | Blessure |

### Top tien tussenstand 500cc-klasse
| Pos | Coureur             | Merk                        | Ptn |
| --- | ------------------- | --------------------------- | --- |
| 1   | Eddie Lawson        | Marlboro-Agostini-Yamaha    | 72  |
| 2   | Wayne Gardner       | Rothmans-HRC-Honda          | 49  |
| 3   | Randy Mamola        | Lucky Strike-Roberts-Yamaha | 47  |
| 4   | Mike Baldwin        | Lucky Strike-Roberts-Yamaha | 42  |
| 5   | Christian Sarron    | Gauloises-Sonauto-Yamaha    | 27  |
| 6   | Rob McElnea         | Marlboro-Agostini-Yamaha    | 25  |
| 7   | Raymond Roche       | Rothmans-Katayama-Honda     | 13  |
| 8   | Didier de Radiguès  | Rollstar-Chevallier-Honda   | 12  |
| 9   | Shunji Yatsushiro   | HRC-Honda                   | 7   |
| 10  | Boet van Dulmen     | Bakker-PDM-Honda            | 6   |
| 10  | Pierfrancesco Chili | HB-Gallina-Suzuki           | 6   |

## 250cc-klasse

### De training
Toni Mang, die tijdens de GP van Oostenrijk, zijn voet gebroken had, probeerde te rijden met een speciale steun en aangepaste laars, maar kwam niet verder dan de zeventiende trainingstijd. Ondank een val in de training reed Carlos Lavado de snelste trainingstijd. Nu Mang vrijwel was uitgeschakeld stonden er drie Yamaha's op de eerste drie startplaatsen, met Sito Pons als beste Honda-coureur op de vierde plaats, 1½ seconde achter Lavado. 

#### Trainingstijden
| Pos | Coureur              | Merk                     | Tijd    |
| --- | -------------------- | ------------------------ | ------- |
| 1.  | Carlos Lavado        | HB-Venemotos-Yamaha      | 1"33'76 |
| 2.  | Martin Wimmer        | Marlboro-Agostini-Yamaha | 1"33'84 |
| 3.  | Tadahiko Taira       | Marlboro-Agostini-Yamaha | 1"34'81 |
| 4.  | Sito Pons            | Campsa-HRC-Honda         | 1"35'27 |
| 5.  | Jean-François Baldé  | Rothmans Katayama-Honda  | 1"35'32 |
| 6.  | Hans Lindner         | Rotax                    | 1"35'34 |
| 7.  | Jean-Michel Mattioli | Yamaha                   | 1"35'68 |
| 8.  | Herbert Besendörfer  | Yamaha                   | 1"35'69 |
| 9.  | Stéphane Mertens     | Johnson-Yamaha           | 1"35'79 |
| 10. | Fausto Ricci         | HRC-Honda                | 1"35'98 |

### De race
Al snel na de start zag het er voor het Yamaha-team somber uit. Zowel Martin Wimmer als Carlos Lavado startten slecht en Wimmer viel al in de eerste ronde. In de tweede ronde viel ook Tadahiko Taira waardoor alleen Lavado als fabrieksrijder over bleef. Die had echter al een halve ronde achterstand. Hij werd de ster van de race door binnen twaalf ronden zijn achterstand goed te maken en zelfs de leiding te nemen. In de veertiende ronde nam hij echter te veel (en onnodig) risico en hij kwam ook ten val. Opnieuw begon hij vanaf de laatste positie aan een inhaalrace, maar die moest hij staken omdat zijn motor te veel zand binnen had gekregen. Het kwam de spanning in de race wel ten goede, want zonder de sterke Yamaha's ontstonden nu kleine groepen die onderling hun gevechten leverden. Om de eerste positie ging het tussen Sito Pons, Jean-François Baldé, Dominique Sarron en Fausto Ricci. Uiteindelijk had Pons de beste banden gekozen en hij won voor Baldé en Sarron. Toni Mang kon zich nog een tijdje bemoeien met het gevecht om de zevende plaats, maar de pijn in zijn voet dwong hem zich af en toe terug te laten vallen en uiteindelijk gaf hij zes ronden voor het einde, toen de pijnstillende injecties uitgewerkt waren, op. Voor Dominique Sarron was het de eerste podiumplaats in een WK-race.

#### Uitslag 250cc-klasse
| Pos | Coureur              | Merk                        | Tijd     | Grid | Punten |
| --- | -------------------- | --------------------------- | -------- | ---- | ------ |
| 1   | Sito Pons            | Campsa-HRC-Honda            | 48"34'73 | 4    | 15     |
| 2   | Jean-François Baldé  | Rothmans Katayama-Honda     | +2'92    | 5    | 12     |
| 3   | Dominique Sarron     | Rothmans-Honda              | +3'12    | 13   | 10     |
| 4   | Fausto Ricci         | HRC-Honda                   | +4'26    | 10   | 8      |
| 5   | Carlos Cardús        | Campsa-Honda                | +6'53    | 20   | 6      |
| 6   | Stéphane Mertens     | Johnson-Yamaha              | +19'30   | 9    | 5      |
| 7   | Virginio Ferrari     | Total-Katayama-HRC-Honda    | +20'78   | 24   | 4      |
| 8   | Manfred Herweh       | HB-Aprilia-Rotax            | +21'45   | 12   | 3      |
| 9   | Pierre Bolle         | ELF-Parisienne              | +21'81   | 16   | 2      |
| 10  | Reinhold Roth        | HB-Römer-Honda              | +25'04   | 22   | 1      |
| 11  | Herbert Besendörfer  | Yamaha                      | +31'86   | 8    |        |
| 12  | Jean-Michel Mattioli | Yamaha                      | +32'70   | 7    |        |
| 13  | Jean Foray           | Chevallier-Yamaha           | +35'01   | 33   |        |
| 14  | Jacques Cornu        | ELF-Parisienne-Honda        | +35'29   | 15   |        |
| 15  | Donnie McLeod        | Silverstone-Armstrong-Rotax | +35'55   | 19   |        |
| 16  | Siegfried Minich     | Honda                       | +35'96   | 21   |        |
| 17  | Harald Eckl          | Honda                       | +36'91   | 25   |        |
| 18  | Hans Lindner         | Rotax                       | +1"13'06 | 6    |        |
| 19  | Marcellino Lucchi    | Aprilia-Rotax               | +1"18'81 | 27   |        |
| 20  | Roland Freymond      | Yamaha                      | +1"24'93 | 37   |        |
| 21  | Hans Becker          | Yamaha                      | +1"29'63 | 32   |        |
| 22  | Thomas Bacher        | Rotax                       | +1"34'80 | 29   |        |
| 23  | Helmut Bradl         | Honda                       | +1"38'41 | 31   |        |
| 24  | René Delaby          | Rotax                       | +1 ronde | 23   |        |
| 25  | Bruno Bonhuil        | Honda                       | +1 ronde | 35   |        |
| 26  | Maurizio Vitali      | Garelli                     | +1 ronde | 14   |        |
| 27  | Antonio García       | JJ Cobas-Rotax              | +1 ronde | 28   |        |

#### Niet gefinisht
| Coureur              | Merk                     | Oorzaak | Grid |
| -------------------- | ------------------------ | ------- | ---- |
| Carlos Lavado        | HB-Venemotos-Yamaha      | Val     | 1    |
| Toni Mang            | Rothmans-HRC-Honda       | Opgave  | 17   |
| Jean-Louis Tournadre | Yamaha                   |         | 26   |
| Alan Carter          | JJ Cobas-Rotax           |         | 18   |
| Martin Wimmer        | Marlboro-Agostini-Yamaha | Val     | 2    |
| Tadahiko Taira       | Marlboro-Agostini-Yamaha | Val     | 3    |
| Massimo Matteoni     | Honda                    | Val     | 30   |
| Andreas Preining     | Rotax                    |         | 34   |

#### Niet gestart
| Coureur                | Merk            | Grid | Oorzaak  |
| ---------------------- | --------------- | ---- | -------- |
| Niall Mackenzie        | Armstrong-Rotax | 11   |          |
| Jean-Louis Guignabodet | MIG-Rotax       | 36   | Blessure |

#### Niet deelgenomen
| Coureur        | Merk          | Oorzaak  |
| -------------- | ------------- | -------- |
| Loris Reggiani | Aprilia-Rotax | Blessure |

### Top tien tussenstand 250cc-klasse
| Pos | Coureur             | Merk                        | Ptn |
| --- | ------------------- | --------------------------- | --- |
| 1   | Carlos Lavado       | HB-Venemotos-Yamaha         | 57  |
| 2   | Jean-François Baldé | Rothmans Katayama-Honda     | 43  |
| 3   | Toni Mang           | Rothmans-HRC-Honda          | 39  |
| 4   | Martin Wimmer       | Marlboro-Agostini-Yamaha    | 38  |
| 5   | Sito Pons           | Campsa-HRC-Honda            | 37  |
| 6   | Fausto Ricci        | HRC-Honda                   | 24  |
| 7   | Dominique Sarron    | Rothmans-Honda              | 19  |
| 8   | Jacques Cornu       | ELF-Parisienne-Honda        | 15  |
| 8   | Pierre Bolle        | ELF-Parisienne              | 15  |
| 10  | Donnie McLeod       | Silverstone-Armstrong-Rotax | 7   |
| 10  | Manfred Herweh      | HB-Aprilia-Rotax            | 7   |

## 80cc-klasse

### De training
Pier Paolo Bianchi reed de achtste trainingstijd, maar viel en brak daarbij zijn pink. Intussen reed Jorge Martínez de snelste tijd, ruim een seconde sneller dan Stefan Dörflinger. Ian McConnachie kreeg van Mike Krauser voor het eerst een fabrieksracer en stelde niet teleur: ondanks de moeilijkheden die hij had om het rijwielgedeelte af te stellen reed hij de derde trainingstijd. 

#### Trainingstijden
| Pos | Coureur            | Merk                  | Tijd    |
| --- | ------------------ | --------------------- | ------- |
| 1.  | Jorge Martínez     | Ducados-Derbi         | 1"41'23 |
| 2.  | Stefan Dörflinger  | Krauser               | 1"42'32 |
| 3.  | Ian McConnachie    | Krauser               | 1"43'05 |
| 4.  | Manuel Herreros    | Ducado-Derbi          | 1"43'13 |
| 5.  | Juan Ramón Bolart  | Autisa                | 1"43'16 |
| 6.  | Ángel Nieto        | Ducados-Derbi         | 1"43'39 |
| 7.  | Alex Barros        | Autisa                | 1"44'71 |
| 8.  | Pier Paolo Bianchi | Seel-MBA              | 1"44'72 |
| 9.  | Hans Spaan         | Hertog Jan-HuVo-Casal | 1"44'99 |
| 10. | Rainer Kunz        | Ziegler               | 1"45'20 |

### De race
Manuel Herreros kwam na een ronde als eerste door, maar hij werd achtervolgd door Jorge Martínez, Hans Spaan, Pier Paolo Bianchi, Juan Ramón Bolart, Alex Barros en Ian McConnachie, die altijd problemen had met zijn duwstarts maar dit keer snel weg was gekomen. In de derde ronde nam Martínez de leiding over, en Herreros kwam in de vijfde ronde de pit in met een kapotte motor. Martínez bouwde een voorsprong op. De aandacht ging naar het gevecht achter hem, met McConnachie op de tweede plaats en daarachter een gevecht tussen Spaan, Barros en Dörflinger. Barros viel echter uit en Dörflinger vocht zich naar de tweede plaats. Ángel Nieto had zich ook naar voren gevochten, maar kon McConnachie net niet meer van de derde plaats afhouden. Jorge Martínez nam hierdoor de leiding in het WK over van Herreros. 

#### Uitslag 80cc-klasse
| Pos | Coureur            | Merk                  | Tijd     | Grid | Punten |
| --- | ------------------ | --------------------- | -------- | ---- | ------ |
| 1   | Jorge Martínez     | Ducados-Derbi         | 31"09'33 | 1    | 15     |
| 2   | Stefan Dörflinger  | Krauser               | +11'20   | 2    | 12     |
| 3   | Ian McConnachie    | Krauser               | +16'16   | 3    | 10     |
| 4   | Ángel Nieto        | Ducados-Derbi         | +16'53   | 4    | 8      |
| 5   | Hans Spaan         | Hertog Jan-HuVo-Casal | +19'30   | 9    | 6      |
| 6   | Pier Paolo Bianchi | Seel-MBA              | +38'72   | 8    | 5      |
| 7   | Rainer Kunz        | Ziegler               | +47'31   | 10   | 4      |
| 8   | Josef Fischer      | Krauser               | +48'44   | 15   | 3      |
| 9   | Gerhard Waibel     | Real-Krauser          | +49'98   | 11   | 2      |
| 10  | Luis Miguel Reyes  | Autisa                | +50'31   | 12   | 1      |
| 11  | Hubert Abold       | Seel                  | +1"19'19 | 16   |        |
| 12  | Henk van Kessel    | Krauser               | +1"20'91 | 14   |        |
| 13  | Chris Baert        | Seel                  | +1"22'79 | 28   |        |
| 14  | Salvatore Milano   | Krauser               | +1"23'07 | 19   |        |
| 15  | Reiner Scheidhauer | Seel-MBA              | +1"23'31 | 13   |        |
| 16  | Gert Kafka         | Krauser               | +1"33'45 | 18   |        |
| 17  | Mario Stocco       | Casal                 | +1 ronde | 27   |        |
| 18  | Jos van Dongen     | Krauser               | +1 ronde | 29   |        |
| 19  | Raimo Lipponen     | Krauser               | +1 ronde | 24   |        |
| 20  | René Dünki         | Krauser               | +1 ronde | 19   |        |
| 21  | Thomas Engl        | Krauser               | +1 ronde | 30   |        |
| 22  | Reiner Koster      | Kroko                 | +1 ronde | 33   |        |
| 23  | Richard Bay        | Maico                 | +1 ronde | 36   |        |
| 24  | Zdravko Matulja    | MTM                   | +1 ronde | 31   |        |
| 25  | Herri Torrontegui  | Autisa                | +1 ronde | 21   |        |

#### Niet gefinisht
| Coureur            | Merk                  | Oorzaak                 | Grid |
| ------------------ | --------------------- | ----------------------- | ---- |
| Manuel Herreros    | Ducados-Derbi         | Uitgelopen big-endlager | 4    |
| Alex Barros        | Autisa                |                         | 7    |
| Theo Timmer        | Hertog Jan-HuVo-Casal | Val                     | 20   |
| Juan Ramón Bolart  | Autisa                | Val                     | 5    |
| Serge Julin        | Casal                 |                         | 35   |
| Mika-Sakari Komu   | Eberhardt             |                         | 36   |
| Janez Pintar       | Eberhardt             |                         | 25   |
| Domingo Gil Blanco | Autisa                |                         | 22   |
| Brane Rokavec      | Seel                  |                         | 34   |
| Felix Rodríguez    | Autisa                |                         | 23   |
| Peter Balaz        | HuVo-Casal            |                         | 32   |

### Top tien tussenstand 80cc-klasse
| Pos | Coureur            | Merk                  | Ptn |
| --- | ------------------ | --------------------- | --- |
| 1   | Jorge Martínez     | Ducados-Derbi         | 57  |
| 2   | Manuel Herreros    | Ducados-Derbi         | 47  |
| 2   | Stefan Dörflinger  | Krauser               | 47  |
| 4   | Ángel Nieto        | Ducados-Derbi         | 31  |
| 4   | Ian McConnachie    | Krauser               | 31  |
| 6   | Pier Paolo Bianchi | Seel-MBA              | 29  |
| 7   | Gerhard Waibel     | Real-Krauser          | 24  |
| 8   | Hans Spaan         | Hertog Jan-HuVo-Casal | 23  |
| 9   | Josef Fischer      | Krauser               | 9   |
| 10  | Juan Ramón Bolart  | Autisa                | 6   |
| 10  | Rainer Kunz        | Ziegler               | 6   |

## Trivia

### Toerist?
Dat de Griek Dimitris Papandreou zich met de 38e tijd niet kwalificeerde was begrijpelijk. Hij reed een Yamaha TZ 500 die al in 1982 uit productie was gegaan en dus minstens vier jaar oud was. De Spanjaard José Parra had een moderne Honda RS 500 R tot zijn beschikking, maar presteerde het toch nog om 9 seconden langzamer dan Papandreou en 22 seconden langzamer dan Eddie Lawson over de baan te gaan. Hij zou zich voor de 250cc-klasse evenmin gekwalificeerd hebben en voor de 80cc-klasse maar nèt. Zijn rempunt voor de eerste bocht was het punt waar zijn collega's van vijf naar zes opschakelden.

### Snelle rondetijden
Carlos Lavado ging na zijn mislukte start zo snel door het veld, dat hij rondetijden realiseerde waarmee hij in de 500cc-race zesde zou zijn geworden. Het hielp hem uiteindelijk niet, hij riskeerde te veel en eindigde zijn race met een valpartij.
1972 · 1973 · 1974 · 1975 · 1976 · 1977 · 1978 · 1979 · 1980 · 1981 · 1982 · 1983 · 1984 · 1985 · 1986 · 1987 · 1988 · 1989 · 1990